# آنا استن
آنا استن (اوکراینی: А́нна Стен؛ ۳ دسامبر ۱۹۰۸ – ۱۲ نوامبر ۱۹۹۳) بازیگر اهل امپراتوری روسیه بود.
از فیلم‌ها یا برنامه‌های تلویزیونی که وی در آن نقش داشته‌است می‌توان به  یهودی ابدی، آسمان می‌داند، آقای الیسون، و طوفان بر فراز آسیا اشاره کرد.